# Géiser Niland
El géiser Niland (apodado «Slow One»  («El Lento» en español), y designado formalmente W9) es una olla de lodo en movimiento o un manantial de lodo en las afueras de Niland California, en la cuenca de Salton Trough, área de inestabilidad geológica debido a la falla de San Andreas, formado debido a la liberación de dióxido de carbono bajo tierra. Es la única olla de lodo o volcán de lodo que se sabe que ha desplazado su ubicación de forma tan significativa. El géiser ha requerido costosos trabajos de ingeniería desde 2018, ya que ha afectado a la línea  de ferrocarril de Union Pacific, la ruta 111 del estado de California y otras variadas infraestructuras.

## Historia
El géiser se formó alrededor de 1953 a unos 8 kilómetros al noroeste de Niland en Mundo, justo al sur de Gillespie Road y al este de la Ruta 111 y Davis Road. En 2008, los geólogos David Lynch y Kenneth Hudnut lo describieron como una «gran olla con forma de escudo activo», ubicada en un terreno privado en las coordenadas 33 ° 17.117 '-115 ° 34.620' y le dieron la designación W9. Es una de alrededor de las 33 ollas de lodo y volcanes de lodo cerca de la costa sureste del mar de Salton, en una trayectoria probablemente vinculada a una línea de falla, aunque W9 es un caso atípico. En 2015 o 2016, posiblemente después de la actividad sísmica, aunque esto es cuestionado por el Servicio Geológico de los Estados Unidos, el géiser comenzó, sin precedente, a moverse rápidamente hacia el sudoeste, a juzgar por las imágenes de satélite. Antes del reciente movimiento, desde 2005 el manantial expulsó agua hacia el sur y el oeste, y en 2014 el Distrito de Irrigación del condado de Imperial cavó una zanja en un intento fallido de desviar el agua de la línea de ferrocarril de la Union Pacific. En octubre de 2017, expulsó un gran volumen de agua fangosa en zanjas de drenaje al este de las vías. Se ha desplazado a un ritmo de aproximadamente 6 metros por año en 2018 y 3 pies por mes en 2020. A finales de 2018, había creado una cuenca de 2230 metros cuadrados. Está cerca de la falla de Wister, una extensión de la falla de San Andrés, y se mueve perpendicularmente a las líneas de falla. Su lento movimiento ha hecho que se le llame Slow One (El Lento), en alusión al esperado terremoto Big One. Se discute si otros manantiales de lodo se han movido; la mayoría de las fuentes dicen que no se sabe de ninguno que lo haya hecho mientras que Max Rudolph de la Universidad de California dice que algunos sí se han movido, pero solo notablemente en una escala de tiempo de décadas.

### Mitigación

#### Ferrocarril Union Pacific
En mayo de 2018, el ferrocarril empleó topógrafos geológicos de la empresa Shannon & Wilson para evaluar el sitio y, a su vez, involucraron a David Lynch, un investigador de Caltech que previamente había estudiado las ollas de barro. Encontraron que las pequeñas olas del géiser estaban erosionando gradualmente el borde de la caldera. A medida que el géiser avanzaba hacia la infraestructura de transporte de manera crítica durante el verano de 2018, el condado de Imperial declaró una emergencia en junio, que se amplió en agosto.
Los ingenieros cavaron tres pozos para intentar liberar la presión; el primero provocó un reventón de 30 metros de agua turbia, aunque el segundo no encontró cantidades significativas de gas o agua, y el tercero tuvo que ser hundido a una profundidad de 120 metros para hallar el gas. También arrojaron escollera en el borde occidental, bombearon agua superficial a un ritmo de 150,000 litros por día para revelar el fondo a 8 metros de profundidad, y en junio de 2018 hundieron láminas de acero a 20–25 metros de profundidad y 30 metros de ancho entre el géiser y las vías del tren. La laguna original fue vaciada, pero todavía quedaban varias ollas de lodo pequeñas en la cuenca.
Sin embargo, estos esfuerzos no tuvieron éxito. A mediados de julio, el agua burbujeante había llegado a la pared de acero y en octubre de 2018, el géiser rompió esta pared y continuó debajo de ella. Impulsado por una expulsión de gas, apareció un sumidero de 8 metros de profundidad y 22 de ancho en el lado de la vía de la pared y luego se llenó de agua. Los ingenieros rellenaron repetidamente el lado este de la caldera con escollera, que fue tragada por el agujero, aunque la cuenca que quedó al este finalmente se llenó a mediados de octubre. El géiser se cruzó con la línea  de ferrocarril de la Union Pacific a finales de 2018, y se requirió un importante trabajo de ingeniería para permitir que continuara el tráfico ferroviario de carga de alrededor de 70 trenes por día entre Inland Empire y Yuma, Arizona, aunque se redujeron las velocidades. Estos trabajos incluyeron la construcción en octubre de 2018 de pistas temporales llamadas shoofly, que requerían apisonamiento semanal para mantenerse operativas. Se construyó un segundo shoofly en el lado este, de donde había venido el géiser.

#### Ruta Estatal 111
En septiembre de 2019, Caltrans comenzó un proyecto de mitigación de tres fases de 19 -21,5 millones de dólares para proteger la ruta 111 del estado de California, que va desde la carretera interestatal 10 hasta México. Los planes incluían el uso de muros de acero para desviar el agua hacia un lecho de grava, la excavación de drenaje debajo de la carretera para dirigir el agua subterránea hacia un lecho de lavado al oeste de la carretera, y la construcción de una carretera temporal de ocho kilómetros a 15 metros al oeste para desviar alrededor del géiser, reconstruyendo la carretera original una vez que el géiser había avanzado. A fines de septiembre de 2019, la carretera se cerró durante dos semanas en Davis y Gillespie Roads por medidas de mitigación, incluido el drenaje de edificios, la reducción de los negocios de las empresas locales y el turismo. El tráfico directo se desvió hacia el oeste del mar de Salton a lo largo de la ruta 86 del estado de California.
En agosto de 2020 se realizaron trabajos con el cierre de un carril durante una semana, con límite de velocidad reducido. En octubre de 2020 la Junta de Supervisores del Condado de Imperial aprobó más medidas de mitigación de emergencia. Se completó los trabajos adicionales en abril de 2021 para extender la carretera temporal, de nuevo cerrando brevemente un carril de tráfico.

#### Otra infraestructura
A principios de 2019 el oleoducto Santa Fe Pacific propiedad de Kinder Morgan que transporta combustible de San Diego al conadado de  Imperial fue desviado con un costo de 3 millones de dólares. En 2020, el géiser amenazó las líneas de fibra óptica propiedad de Verizon y AT&T, que fueron trasladadas.
Suponiendo que el géiser continuase en la misma dirección hacia el mar de Salton a tres kilómetros y medio de distancia, cabe la posibilidad que atraviese un estacionamiento, una carretera secundaria, estanques y campos.

## Composición
Géiser es un nombre inapropiado porque la formación no es geotérmica y el agua, el lodo y el gas burbujeante no se calientan, solo mide alrededor de 26,7 grados Celsius (80 °F). El géiser Niland libera agua, dióxido de carbono y sulfuro de hidrógeno, con el fondo del estanque como arenas movedizas debido a la licuefacción. Los geólogos contratados por la Union Pacific descubrieron que un domo de presión está empujando agua hacia el géiser. Se cree que es causado por el dióxido de carbono subterráneo, liberado de las rocas por procesos tectónicos cuando la falla de San Andrés y la dorsal del Pacífico oriental interactúan y comprimen los sedimentos del río Colorado en arenisca y roca de esquisto verde. El sulfuro de hidrógeno liberado de la laguna, fácilmente reconocible por su olor a huevo podrido, puede provenir de algas en descomposición o de actividad geológica. La actividad sísmica repetida agrietó el lecho rocoso, lo que permitió que los gases llegaran a la superficie. La roca circundante es lutita sedimentaria blanda.
Los geólogos David Lynch y Travis Deane han planteado la hipótesis de que el dióxido de carbono viaje a la superficie a través de una ruta inclinada, con el lado superior del canal erosionado gradualmente por el agua y el gas y el lado inferior acumulándose a medida que los sedimentos caen sobre él. Esto explicaría el movimiento horizontal del manantial, que sería de esperar que se detuviera cuando el manantial estuviese directamente sobre la fuente.
Por razones de seguridad, no hay acceso público. El dióxido de carbono liberado por el géiser tiende a llenar su cráter, lo que lo convierte en un peligro extremo de asfixia para cualquiera que esté cerca, aunque la concentración desciende a unos pocos metros.